# Mark Messier
Mark Douglas John Messier, OC (* 18. Januar 1961 in Edmonton, Alberta) ist ein ehemaliger kanadischer Eishockeyspieler, der von 1979 bis 2004 für die Edmonton Oilers, New York Rangers und Vancouver Canucks in der National Hockey League (NHL) aktiv war. Der Center gewann sechs Stanley Cups und ist dabei der einzige Spieler, der zwei Teams (Edmonton und New York) als Mannschaftskapitän zum Titel führte; beide Teams sperrten zudem seine Rückennummer 11. Insgesamt kam Messier in 1.756 Vorrunden-Spielen auf 694 Tore und 1.193 Vorlagen und belegt mit 1.887 Punkten nach Wayne Gretzky und Jaromír Jágr Rang drei der ewigen Scorerliste der NHL und belegt mit 1.992 absolvierten NHL-Begegnungen (inklusive Play-offs) den ersten Rang. Darüber hinaus wurde der Kanadier jeweils zweimal mit der Hart Memorial Trophy und dem Lester B. Pearson Award als wertvollster Spieler der regulären Saison sowie einmal mit der Conn Smythe Trophy als Playoff-MVP ausgezeichnet.
Nach dem Ende seiner aktiven Karriere wurde Messier in die Hockey Hall of Fame (2007), den Order of Hockey in Canada (2013) sowie in den Order of Canada (2017) aufgenommen.

## Karriere
Nach einer bedeutungslosen Saison in der 1979 eingestellten WHA (World Hockey Association) wurde er im NHL Entry Draft 1979 erst in der dritten Runde als 48. von den Edmonton Oilers gewählt, die ebenfalls von der WHA in die NHL gewechselt waren. Die Oilers waren die dominante Mannschaft der Achtziger, die Legende Gretzky spielte im Sturm mit Jari Kurri und Messier, dazu kam noch der überragende Verteidiger Paul Coffey, Messier gewann mit Gretzky und Kurri vier Stanley Cups, stand aber in ihrem Schatten. Nach dem überraschenden Trade von Gretzky nach Los Angeles 1988 konnte er zeigen, wie gut er wirklich war, und die Oilers gewannen den Cup 1990 erneut.
1991 ging er nach New York. Er war Kapitän der New York Rangers, die im Eastern-Conference-Finale 1994 vor dem Ausscheiden standen. Mark Messier versprach in den Medien, dass sein Team das nächste Spiel gewinnen werde, was auch tatsächlich gelang. Dabei erzielte er selbst im letzten Drittel drei Tore in Folge, womit ein Zwei-Tore-Rückstand noch wettgemacht werden konnte. Die Rangers gewannen schließlich erstmals nach 54 Jahren wieder den Stanley Cup und Mark Messier erzielte dabei das entscheidende Tor im siebten und letzten Spiel.
Zwischen 1997 und 2000 spielte er bei den Vancouver Canucks, dann bis zum Karriereende 2004 wieder bei den Rangers.
Berühmt war Mark Messier für seine außerordentlichen Führungsqualitäten, seine Entschlossenheit, seinen Siegeswillen und die Fähigkeit, sein Team mitzureißen, ganz besonders in den Play-offs. So wendete er zum Beispiel durch eine spektakuläre Einzelleistung im dritten Spiel im Stanley-Cup-Finale von 1984, als seine Edmonton Oilers gegen die New York Islanders mit einem Tor zurücklagen. In diesem Jahr wurde er, und nicht etwa Wayne Gretzky, zum MVP (wertvollster Spieler) der Playoffs gewählt.

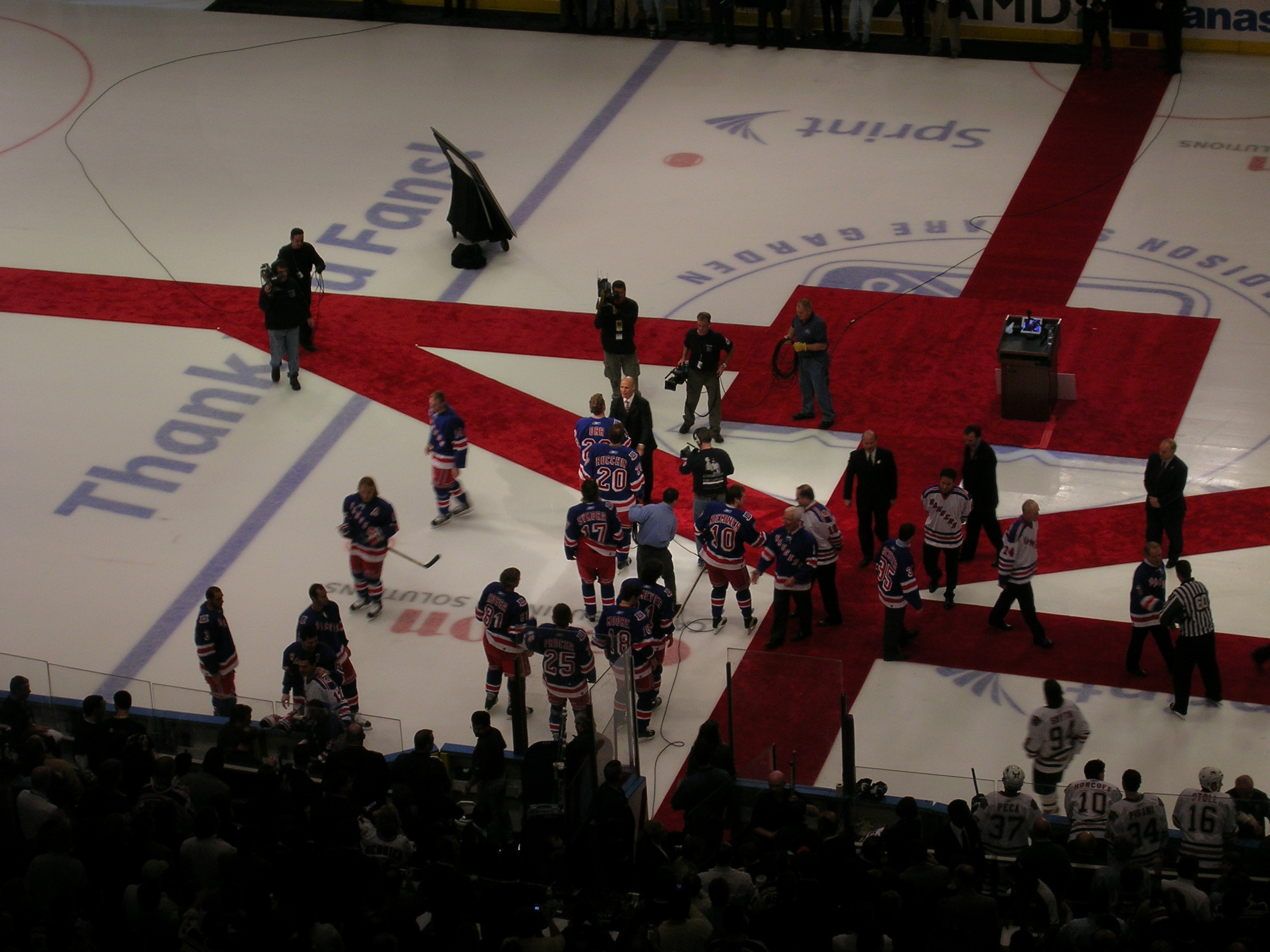
Abschied von den NY Rangers

Eishockey war ihm schon in die Wiege gelegt, sein Vater Doug spielte zwar nie in der NHL, war aber sein Mentor und Förderer in jungen Jahren und arbeitete später auch als Trainer u. a. beim Schwenninger ERC in der ersten Eishockey-Bundesliga. Sein älterer Bruder Paul Messier spielte u. a. einige Partien für die Colorado Rockies in der NHL und wechselte einige Jahre später ebenfalls nach Deutschland, wo er zunächst ein Jahr für den ECD Iserlohn und danach sechs Jahre für den Mannheimer ERC spielte. Marks Cousins Mitch und Joby Messier spielten ebenfalls in der NHL.

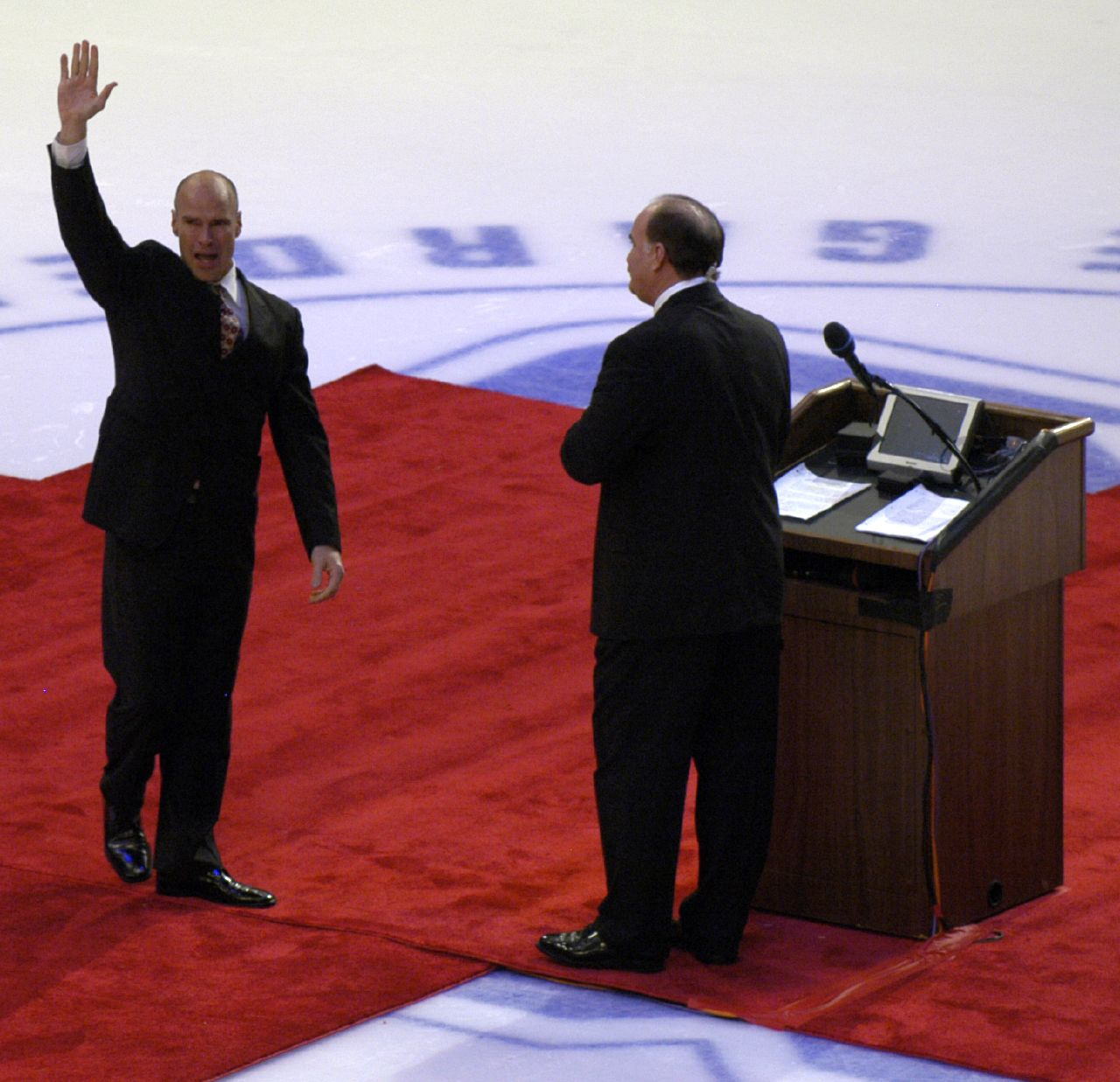
Mark Messier

Im November 2006 wurde der Mark Messier Leadership Award von der NHL geschaffen. Er wird monatlich (seit 2007 jährlich) an den Spieler verliehen, der durch Führungsqualitäten hervorstach. Die NHL widmet Messier den Preis, weil er als einer der größten Anführer der NHL gilt. Mark Messier wählt zusammen mit der NHL die Preisträger selbst aus.
Mark Messier wurde am 12. November 2007 in die Hockey Hall of Fame aufgenommen.
Nach seinem Karriereende arbeitete er als Radio- und Fernsehkommentator. Zudem erhielt eine Stelle als Assistent der Geschäftsführung bei den New York Rangers. 2010 wurde er als Trainer der kanadischen Nationalmannschaft beim Deutschland Cup und Spengler Cup bestimmt. Im selben Jahr war er auch General Manager der kanadischen Nationalmannschaft bei der Weltmeisterschaft.
Im Jahre 2017 wurde er im Rang eines Offiziers (Officer) in den Order of Canada aufgenommen.

## Erfolge und Auszeichnungen
| - 1982 Teilnahme am NHL All-Star Game - 1982 NHL First All-Star Team - 1983 Teilnahme am NHL All-Star Game - 1983 NHL First All-Star Team - 1984 Teilnahme am NHL All-Star Game - 1984 NHL Second All-Star Team - 1984 Conn Smythe Trophy - 1984 Stanley-Cup-Gewinn mit den Edmonton Oilers - 1985 Stanley-Cup-Gewinn mit den Edmonton Oilers - 1986 Teilnahme am NHL All-Star Game - 1987 Teilnahme am Rendez-vous ’87 - 1987 Stanley-Cup-Gewinn mit den Edmonton Oilers - 1988 Teilnahme am NHL All-Star Game - 1988 NHL-Spieler des Monats Februar - 1988 Stanley-Cup-Gewinn mit den Edmonton Oilers - 1989 Teilnahme am NHL All-Star Game - 1990 Teilnahme am NHL All-Star Game - 1990 Stanley-Cup-Gewinn mit den Edmonton Oilers - 1990 NHL First All-Star Team | - 1990 Lester B. Pearson Award - 1990 Hart Memorial Trophy - 1991 Teilnahme am NHL All-Star Game - 1992 Teilnahme am NHL All-Star Game - 1992 NHL First All-Star Team - 1992 Lester B. Pearson Award - 1992 Hart Memorial Trophy - 1994 Teilnahme am NHL All-Star Game - 1994 Stanley-Cup-Gewinn mit den New York Rangers - 1996 Teilnahme am NHL All-Star Game - 1996 NHL-Spieler des Monats Dezember - 1997 Teilnahme am NHL All-Star Game - 1998 Teilnahme am NHL All-Star Game - 2000 Teilnahme am NHL All-Star Game - 2004 Teilnahme am NHL All-Star Game - 2007 Aufnahme in die Hockey Hall of Fame - 2009 Lester Patrick Trophy - 2013 Order of Hockey in Canada - 2017 Officer of the Order of Canada |

### International
- 1984 Goldmedaille beim Canada Cup
- 1987 Goldmedaille beim Canada Cup
- 1989 Silbermedaille bei der Weltmeisterschaft
- 1991 Goldmedaille beim Canada Cup
- 1996 Zweiter Platz beim World Cup of Hockey

## Karrierestatistik

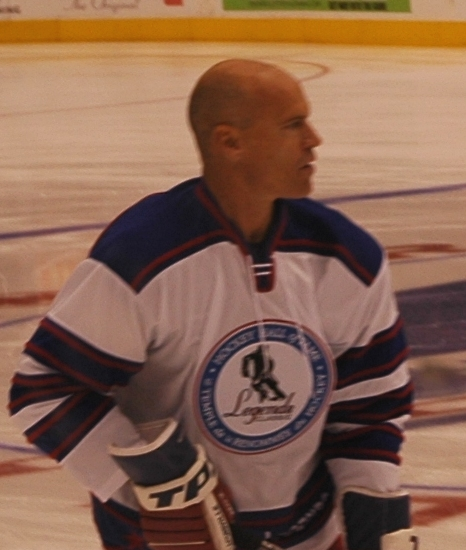
Mark Messier spielte 2008 beim Legends Classic für die All-Star-Legends

### International
| Vertrat Kanada bei: - Canada Cup 1984 - Canada Cup 1987 - Canada Cup 1991 | - Weltmeisterschaft 1989 - World Cup of Hockey 1996 | Vertrat die National Hockey League bei: - Rendez-vous ’87 |

(Legende zur Spielerstatistik: Sp oder GP = absolvierte Spiele; T oder G = erzielte Tore; V oder A = erzielte Assists; Pkt oder Pts = erzielte Scorerpunkte; SM oder PIM = erhaltene Strafminuten; +/− = Plus/Minus-Bilanz; PP = erzielte Überzahltore; SH = erzielte Unterzahltore; GW = erzielte Siegtore; 1 Play-downs/Relegation; Kursiv: Statistik nicht vollständig)